# Estação BHBUS Barreiro
A Estação BHBUS Barreiro é a maior Estação de Integração do sistema BHBUS, como é conhecido o sistema de transporte coletivo de Belo Horizonte. Construída e inaugurada em 2002, foi a primeira com participação da iniciativa privada em sua construção, sendo viabilizada graças a uma parceria entre as empresas LGN Participações e Mascarenhas Barbosa Roscoe com a prefeitura de Belo Horizonte. Diariamente, 100 mil pessoas utilizam a estação. Assim como a Estação Diamante, localiza-se na regional Barreiro, devido a grande demanda da região, que possui mais de 300 mil habitantes. Atende as regiões do Barreiro e Oeste, além dos municípios de Contagem e Ibirité. 

## Interligações
A Estação é interligada ao ViaShopping Barreiro, um importante Shopping Center de grande movimento na região e, em breve, também estará interligada e integrada à futura Estação Barreiro do Metrô de Belo Horizonte.

## Linhas
Atualmente a estação conta com as seguintes linhas

### Alimentadoras
| Linha | Itinerário                                                     |
| ----- | -------------------------------------------------------------- |
| 208   | Estação Barreiro / Betânia via Novo das Industrias             |
| 308   | Estação Barreiro / Tirol                                       |
| 314   | Estação Barreiro / Estação Diamante via Santa Helena           |
| 315   | Estação Barreiro / Barreiro-Maldonado                          |
| 318   | Estação Barreiro / Jardim Liberdade via Milionários            |
| 325   | Estação Barreiro / Flávio Marques Lisboa                       |
| 326   | Estação Barreiro / Vale do Jatobá                              |
| 327   | Estação Barreiro / Cardoso A                                   |
| 328   | Estação Barreiro / Cardoso B                                   |
| 329   | Estação Barreiro / Jatobá via Tirol                            |
| 330   | Estação Barreiro / Bairro Mineirão / Independência             |
| 331   | Estação Barreiro / Conjunto Antônio Teixeira Dias via UPA      |
| 332   | Estação Barreiro / Milionários-Bonsucesso                      |
| 335   | Estação Barreiro / Lindéia                                     |
| 337   | Estação Barreiro / Itaipu                                      |
| 338   | Estação Barreiro / Pilar-Olhos d'água                          |
| 340   | Estação Barreiro / Vila Mangueiras via Marilândia              |
| 341   | Estação Barreiro / Estação Diamante via Saúde                  |
| 342   | Estação Barreiro / Solar via Estação Diamante                  |
| 3350  | Estação Barreiro / Estação Diamante via Hospital Metropolitano |

### Troncais
| Linha | Itinerário                                                 |
| ----- | ---------------------------------------------------------- |
| 32    | Estação Barreiro / Centro via Rua dos Tamoios              |
| 33    | Estação Barreiro / Centro - Hospitais                      |
| 35    | Estação Barreiro / Centro via Rua dos Caetés               |
| 3053  | Estação Barreiro / Barro Preto                             |
| 3055  | Estação Barreiro / Savassi via BH Shopping                 |
| 6350  | Estação Barreiro / Estação Vilarinho via Anel Rodoviário   |
| 8350  | Estação Barreiro / Estação São Gabriel via Anel Rodoviário |

### Metropolitanas
| Linha | Itinerário                                  |
| ----- | ------------------------------------------- |
| 1751  | Estação Barreiro / Vista Alegre             |
| 1771  | Estação Barreiro / Nossa Senhora de Lourdes |